# Magnus Eikrem
Magnus Wolff Eikrem, né le 8 août 1990 à Molde, est un footballeur international norvégien jouant au poste de milieu offensif au Molde FK.

## Biographie
Au début du mercato d'hiver 2014 il rejoint le club de Cardiff City en Premiere league pour un contrat de quatre ans. Ce transfert fait suite à la nomination du nouvel entraîneur Ole Gunnar Solskjaer à la tête de Cardiff City. Les deux hommes se connaissant bien puisque Magnus Eikrem a déjà été sous les ordres de Solskjaer chez les jeunes de Manchester United de 2008 à 2011 et à Molde de 2011 à 2013.

## Palmarès
Molde FK
- Champion de Norvège en 2011 et 2012.

 Malmö FF
- Champion de Suède en 2016 et 2017
- Finaliste de la Coupe de Suède en 2016